# De Liesbosch (scheepswerf)
De Liesbosch was een scheepswerf annex machinefabriek die bestond van 1904 tot 1989 te Jutphaas.

## Begin
De scheepsbouwers de gebroeders Fernhout lieten in 1904 hun oog vallen op De Liesbosch (buitenplaats) een terrein aan het Merwedekanaal waar zij een helling voor de reparatie en bouw van houten schepen oprichtten. Het werd geen succes. In 1909 kwam de werf met een dwarshelling van 110 meter bij een publieke veiling in bezit van twee scheepsbouwmeesters en ondernemers uit het Rotterdamse: Wouter van Rees Czn en Leendert Vuyk Pzn. Dezen zetten gezamenlijk onder de firmanaam Van Rees en Vuyk de werf verder. Maar ook zij hadden geen langdurig succes. C M van Rees zette het bedrijf voort totdat in 1918 de Rotterdamse reder J J de Poorter werf en terrein overnam en het groots uitbreidde. Er werd een aangrenzend terrein van 12 ha bijgekocht, er kwam een haven, grotere dwarshelling en een elektrische torenkraan. Gestimuleerd door de naoorlogse inhaalvraag naar scheepsruimte waren op het hoogtepunt een 600 personen werkzaam. Maar daar kwam na een paar jaar een einde aan en eind jaren twintig was van de werkzaamheden weinig over. De crisis deed de deur dicht: in 1932 werd De Liesbosch gesloten, om na het overlijden van Jos de Poorter in mei 1934 verkocht te worden aan de Ballast Nedam.

## Onder Ballast
Deze aannemingsmaatschappij beschikte al over onderhouds- en reparatiewerkplaatsen te IJmuiden en Amsterdam-Noord maar zocht een centrale plek hiervoor die in dit geval ook versterking bood voor hun activiteiten in de natte aannemerij. Allengs breidden de activiteiten zich uit en in 1942 werd de eerste eigen nieuwbouw op De Liesbosch te water gelaten, een profielzuiger.
De naoorlogse periode betekende zoals bij de meeste scheepsbouwbedrijven de eerste decennia een ongebreidelde groei. Bij De Liesbosch kwam dat tot uiting in de oplevering van een nieuw kantoor, in 1955. In 1957 werkten er ruim 200 personen. Het bedrijf bleef zelfstandig en buiten de fusiegolf binnen de Nederlandse scheepsbouw wat lang gunstig uitpakte. In 1977 telde het circa 250 werknemers. Met de toenemende afmetingen van de baggervloot werd het voor de beperkte outillage van De Liesbosch (schepen tot 85 meter) moeilijker. Men onderving dit door het bouwen in delen die elders of op de plaats van bestemming werden geassembleerd. Verder zocht men samenwerking met werven aan ruimer vaarwater. Maar voor het moederbedrijf was het minder interessant geworden. In 1985 volgde een inkrimping van 200 naar 130 werknemers, in 1989 sluiting. Het terrein werd vervolgens ontwikkeld tot een bedrijvenpark Laagraven-Liesbosch.